# Episteme negrita
Episteme negrita is een vlinder uit de familie van de uilen (Noctuidae). De wetenschappelijke naam van de soort is, als Eusemia negrita, voor het eerst geldig gepubliceerd in 1894 door Hampson.